# A Venture
Az A Venture egy dal a Yes együttes The Yes Albumáról.
A lemezen található többi dalhoz képest igen rövid, viszonylag egyszerű szerkezetű, a 6-9 perces alkotások között csak afféle kitöltőnek hat. Anderson egy folyóparton élő emberről énekel benne, aki megbánja zárkózottságát, és inti fiait, hogy ők ne bújjanak el, hanem kísérletezzenek, és kalandozzanak.
Az albumon ez az egyetlen dal, aminek nem ismeretes élő felvétele.